# TBARS
As substâncias reativas ao ácido tiobarbitúrico - TBARS (do inglês: Thiobarbituric acid reactive substances) - são formadas como um subproduto da peroxidação lipídica (isto é, como produtos de degradação de gorduras) que podem ser detectadas pelo ensaio TBARS usando ácido tiobarbitúrico como um reagente.
Devido ao fato que as espécies reativas de oxigênio têm meia-vida extremamente curta, elas são difíceis de medir diretamente. Em vez disso, o que pode ser medido são os vários produtos dos danos produzidos pelo stress oxidativo, tais como as TBARS.
Os ensaios de TBARS medem o malondialdeído (MDA) presente na amostra, bem como o malondialdeído gerado a partir de hidroperóxidos de lípidos pelas condições hidrolíticas da reacção. O MDA é um dos vários produtos finais de baixo peso molecular formados através da decomposição de certos produtos de peroxidação lipídica primárias e secundárias. No entanto, apenas alguns produtos da peroxidação lipídica geram o MDA, e o MDA não é nem o único produto final da formação e decomposição de peróxido graxo, nem uma substância gerada exclusivamente por meio de peroxidação lipídica. Estas e outras considerações a partir da extensa literatura sobre MDA, reatividade TBA, e a degradação de lipídios oxidativos apoiar a conclusão de que a determinação MDA e o teste de TBA podem oferecer, na melhor das hipóteses, uma janela estreita e um pouco empírica sobre o complexo processo de peroxidação lipídica. O uso da análise do MDA e/ou o teste de TBA e interpretação de amostra de conteúdo MDA, e resposta do teste TBA em estudos de peroxidação lipídica exigem cautela, discrição e (especialmente em sistemas biológicos) dados correlatos de outros índices de formação de peróxido graxo e decomposição.
Outro método de determinar o stress oxidativo é medir o desaparecimento de antioxidantes, tais como o alfa-tocoferol, a partir do sangue. Uma vez que a maioria dos, tocoferóis do plasma, são encontrados em lipidos do plasma, que se mostrou diminuir em doentes em estado crítico, qualquer medida de tocoferóis do plasma na população gravemente doente deve ser indexado ao colesterol total.